# Молочница Хилья
«Молочница Хи́лья» (фин. Hilja - maitotyttö) — финский фильм 1953 года. В основе сюжета лежит одноимённая новелла Йоханнеса Линнанкоски, написанная в 1913 году. Премьера фильма состоялась в Хельсинки 25 декабря 1953 года. В главных ролях — Аннели Саули и Тауно Пало.

## Сюжет
Молочница Хилья (Аннели Саули) нравится богатому фермеру (Тауно Пало). Студент Эйно (Сауло Хаарла) также пытается ухаживать за ней, однако фермер этим очень недоволен.